# Marmota kastschenkoi
Marmota kastschenkoi (бабак Кащенка, або бабак лісостеповий) — вид гризунів з родини вивіркових (Sciuridae). Живе на півдні центральної частини Росії у лісостепу на висотах 180–450 м у відносно невеликому районі, розташованому безпосередньо на схід від верхів'їв Обі. Впадає в сплячку приблизно на 6.5 місяців, починаючи з серпня чи вересня.
Вид названо на честь відомого українського зоолога академіка Миколи Кащенка (1855—1935), який вперше для науки описав близький вид Marmota baibacina Kastschenko, 1899, бабака сірого, підвидом якого спочатку вважався бабак Кащенка, а також згадував у своїй праці черепи цього виду, вважаючи що вони належать описаному ним бабаку сірому.

## Морфологічна характеристика
Довжина голови й тулуба ≈ 49–64 см, хвіст має довжину 12–20 міліметрів. Вага становить близько 3000–6300 грамів навесні і 4600–9000 грамів восени. Тварини мають темно-коричневе забарвлення спини, низ дещо світліший і може бути жовтуватим або піщано-коричневим до червонувато-коричневого. Морда також коричнева з піщано- або червонувато-коричневими плямами навколо носа та білою плямою на підборідді.